# Campeonato da CONCACAF Sub-20 de 2017
O Campeonato da CONCACAF Sub-20 de 2017 foi a vigésima sexta edição do torneio organizado pela Confederação de Futebol da América do Norte, Central e Caribe (CONCACAF) para jogadores com até 20 anos de idade. O evento foi realizado na Costa Rica entre os dias 17 de fevereiro e 5 de março com a participação de 12 seleções.

## Participantes
- Antígua e Barbuda
- Bermudas
- Canadá
- Costa Rica (país sede)
- El Salvador
- Estados Unidos
- Haiti
- Honduras
- México (atual campeão)
- Panamá
- São Cristóvão e Neves
- Trinidad e Tobago

Notas
Em 28 de outubro de 2016, a FIFA suspendeu a Federación Nacional de Fútbol de Guatemala por ingerência política do Governo da Guatemala. Até que a suspensão não seja levantada, as equipes de Guatemala não são permitidas de participar em qualquer competição internacional. A CONCACAF fixou o prazo até 20 de novembro de 2016 para que a suspensão seja levantada, caso contrário, por regra, a Guatemala seria desclassificada do Campeonato Sub-20 de Futebol da CONCACAF de 2017 e qualquer equipe de substituição ou revisão do formato do torneio seria discutida quando o prazo passar.  Em 22 de novembro, a CONCACAF anunciou que o Panamá será o substituto da Guatemala.

## Sedes
| San José                       | Tibás                         |
| ------------------------------ | ----------------------------- |
| Estádio Nacional da Costa Rica | Estádio Ricardo Saprissa Aymá |
| Capacidade: 35.175             | Capacidade: 23.112            |
|                                |                               |

## Sorteio
O sorteio foi realizado no dia 29 de novembro de 2016, às 18:00 no horário local da Costa Rica no Estádio Nacional da Costa Rica, San José na Costa Rica, e foi transmitido ao vivo pelo site oficial da CONCACAF.
| Pote 1                                 | Pote 2                            | Pote 3                               | Pote 4                                                 |
| -------------------------------------- | --------------------------------- | ------------------------------------ | ------------------------------------------------------ |
| - México - Estados Unidos - Costa Rica | - Panamá - Honduras - El Salvador | - Canadá - Trinidad e Tobago - Haiti | - Antígua e Barbuda - Bermudas - São Cristóvão e Neves |

## Primeira fase
|  | Equipes classificadas para a segunda fase |
|  | Equipes eliminadas                        |

Todas as partidas seguem o fuso horário da Costa Rica (UTC-6)

### Grupo A
| Seleção           | P | J | V | E | D | GP | GC | SG |
| ----------------- | - | - | - | - | - | -- | -- | -- |
| México            | 9 | 3 | 3 | 0 | 0 | 9  | 0  | +9 |
| Honduras          | 6 | 3 | 2 | 0 | 1 | 5  | 2  | +3 |
| Canadá            | 3 | 3 | 1 | 0 | 2 | 2  | 6  | -4 |
| Antígua e Barbuda | 0 | 3 | 0 | 0 | 3 | 1  | 9  | -8 |

Primeira rodada
| 17 de fevereiro | Honduras    | 1 – 0     | Canadá | Estádio Ricardo Saprissa Aymá, Tibás |
| 17:30           | Álvarez 76' | Relatório |        | Árbitro: HON Óscar Reyna             |

| 17 de fevereiro | México                            | 3 – 0     | Antígua e Barbuda | Estádio Ricardo Saprissa Aymá, Tibás |
| 20:00           | Cisneros 3' 45+1' · Allen 15 g.c' | Relatório |                   | Árbitro: PUR Javier Santos           |

Segunda rodada
| 20 de fevereiro | Antígua e Barbuda | 1 – 4     | Honduras                                                | Estádio Nacional da Costa Rica, San José |
| 17:00           | Wildin 53'        | Relatório | Stevens 8 g.c' · Martínez 47' · Pérez 60' · Álvarez 80' | Árbitro: PAN Jafeth Perea Amador         |

| 20 de fevereiro | México                                                       | 5 – 0     | Canadá | Estádio Nacional da Costa Rica, San José |
| 19:30           | Córdova 36' · Cisneros 40' 65' · Zamudio 82' · Aguirre 90+2' | Relatório |        | Árbitro: ELS Marlon Mejía                |

Terceira rodada
| 23 de fevereiro | Antígua e Barbuda | 0 - 2     | Canadá                   | Estádio Ricardo Saprissa Aymá, Tibás |
| 17:00           |                   | Relatório | Twardek 23' · Hundal 90' | Árbitro: GUA Oscar Reyna             |

| 23 de fevereiro | México       | 1 – 0     | Honduras | Estádio Ricardo Saprissa Aymá, Tibás |
| 19:30           | Cisneros 67' | Relatório |          | Árbitro: USA Ismail Eifath           |

### Grupo B
| Seleção               | P | J | V | E | D | GP | GC | SG  |
| --------------------- | - | - | - | - | - | -- | -- | --- |
| Panamá                | 9 | 3 | 3 | 0 | 0 | 8  | 1  | +7  |
| Estados Unidos        | 6 | 3 | 2 | 0 | 1 | 8  | 3  | +5  |
| Haiti                 | 3 | 3 | 1 | 0 | 2 | 7  | 8  | -1  |
| São Cristóvão e Neves | 0 | 3 | 0 | 0 | 3 | 2  | 13 | -11 |

Primeira rodada
| 18 de fevereiro | São Cristóvão e Neves | 1 – 5     | Haiti                                                            | Estádio Ricardo Saprissa Aymá, Tibás |
| 12:30           | Sutton 54'            | Relatório | Sanon 5' · Chevreuil 24' · Campoy 48' · Desire 86' · Damus 90+4' | Árbitro: CAN Drew Fischer            |

| 18 de fevereiro | Estados Unidos | 0 - 1     | Panamá    | Estádio Ricardo Saprissa Aymá, Tibás |
| 15:00           |                | Relatório | Ávila 37' | Árbitro: HON Armando Castro          |

Segunda rodada
| 21 de fevereiro | Panamá                                               | 4 – 0     | São Cristóvão e Neves | Estádio Nacional da Costa Rica, San José |
| 14:00           | Andrade 39' · L. Ávila 48' · R. Ávila (pen.) 57' 65' | Relatório |                       | Árbitro: CRC Henry Bejarano              |

| 21 de fevereiro | Estados Unidos                       | 4 – 1     | Haiti      | Estádio Nacional da Costa Rica, San José |
| 16:30           | Lennon 28' 53' 58' · De la Torre 52' | Relatório | Kenley 15' | Árbitro: JAM Valdin Legister             |

Terceira rodada
| 24 de fevereiro | Panamá                                        | 3 – 1     | Haiti      | Estádio Ricardo Saprissa Aymá, Tibás |
| 14:00           | R. Ávila 12' (pen.) 73' (pen.) · L. Ávila 88' | Relatório | Désiré 36' | Árbitro: HON Armando Castro          |

| 24 de fevereiro | Estados Unidos                           | 4 – 1     | São Cristóvão e Neves | Estádio Ricardo Saprissa Aymá, Tibás |
| 16:30           | Lennon 16' · Lewis 20' · Saucedo 35' 41' | Relatório | Martin 77'            | Árbitro: SLV Marlon Mejía            |

### Grupo C
| Seleção           | P | J | V | E | D | GP | GC | SG |
| ----------------- | - | - | - | - | - | -- | -- | -- |
| El Salvador       | 6 | 3 | 2 | 0 | 1 | 5  | 3  | +2 |
| Costa Rica        | 6 | 3 | 2 | 0 | 1 | 3  | 2  | +1 |
| Trinidad e Tobago | 4 | 3 | 1 | 1 | 1 | 3  | 3  | 0  |
| Bermudas          | 1 | 3 | 0 | 1 | 2 | 3  | 6  | -3 |

Primeira rodada
| 19 de fevereiro | Bermudas | 1 – 1     | Trinidad e Tobago | Estádio Ricardo Saprissa Aymá, Tibás |
| 13:30           | Lowe 69' | Relatório | St. Hillaire 23'  | Árbitro: MEX Erick Miranda Galindo   |

| 19 de fevereiro | Costa Rica | 0 - 1     | El Salvador   | Estádio Ricardo Saprissa Aymá, Tibás |
| 16:00           |            | Relatório | Domínguez 65' | Árbitro: USA Ismail Eifath           |

Segunda rodada
| 22 de fevereiro | El Salvador                               | 3 – 1     | Bermudas     | Estádio Nacional da Costa Rica, San José |
| 16:30           | Domínguez 21' · Castillo 65' · Rivera 67' | Relatório | Burchall 75' | Árbitro: HON Melvin Matamoros            |

| 22 de fevereiro | Costa Rica | 1 – 0     | Trinidad e Tobago | Estádio Nacional da Costa Rica, San José |
| 19:00           | Leal 54'   | Relatório |                   | Árbitro: JAM Kevin Morrison              |

Terceira rodada
| 25 de fevereiro | El Salvador   | 1 – 2     | Trinidad e Tobago               | Estádio Ricardo Saprissa Aymá, Tibás |
| 13:30           | Contreras 50' | Relatório | Mitchell 47' · St. Hillaire 72' | Árbitro: MEX Erick Miranda Galindo   |

| 25 de fevereiro | Costa Rica                  | 2 – 1     | Bermudas | Estádio Ricardo Saprissa Aymá, Tibás |
| 16:00           | Tyrell 43' (g.c) · Leal 50' | Relatório | Lowe 26' | Árbitro: CAN Drew Fischer            |

## Segunda fase
|  | Equipe classificada para a final e para o Mundial Sub-20 de 2017 |
|  | Equipe classificada para o Mundial Sub-20 de 2017                |
|  | Equipes eliminadas                                               |

### Grupo D
| Seleção        | P | J | V | E | D | GP | GC | SG |
| -------------- | - | - | - | - | - | -- | -- | -- |
| Estados Unidos | 6 | 2 | 2 | 0 | 0 | 3  | 1  | +2 |
| México         | 3 | 2 | 1 | 0 | 1 | 6  | 2  | +4 |
| El Salvador    | 0 | 2 | 0 | 0 | 2 | 2  | 8  | -6 |

Primeira rodada
| 27 de fevereiro | Estados Unidos   | 1 – 0     | México | Estádio Ricardo Saprissa Aymá, Tibás |
| 16:00           | Palmer-Brown 29' | Relatório |        | Árbitro: HON Melvin Matamoros        |

Segunda rodada
| 1 de março | México                                                                   | 6 – 1     | El Salvador | Estádio Nacional da Costa Rica, San José |
| 16:30      | Antuna 10' 16' 89' · Ayala 17' (g.c) · Aguirre 33' · Cisneros 78' (pen.) | Relatório |             | Árbitro: CRC Henry Bejarano              |

Terceira rodada
| 3 de março | Estados Unidos             | 2 - 1     | El Salvador | Estádio Nacional da Costa Rica, San José |
| 17:30      | Sabbi 18' · Williamson 25' | Relatório | Márquez 35' | Árbitro: PAN Jafeth Perea                |

### Grupo E
| Seleção    | P | J | V | E | D | GP | GC | SG |
| ---------- | - | - | - | - | - | -- | -- | -- |
| Honduras   | 6 | 2 | 2 | 0 | 0 | 4  | 1  | +3 |
| Costa Rica | 1 | 2 | 0 | 1 | 1 | 2  | 3  | -1 |
| Panamá     | 1 | 2 | 0 | 1 | 1 | 1  | 3  | -2 |

Primeira rodada
| 27 de fevereiro | Panamá | 0 – 2     | Honduras                | Estádio Ricardo Saprissa Aymá, Tibás |
| 18:30           |        | Relatório | Vuelto 6' · Álvarez 81' | Árbitro: USA Ismail Elfath           |

Segunda rodada
| 1 de março | Honduras                  | 2 – 1     | Costa Rica | Estádio Nacional da Costa Rica, San José |
| 19:00      | Maldonado 49' · Grant 70' | Relatório | Reyes 47'  | Árbitro: MEX Erick Miranda Galindo       |

Terceira rodada
| 3 de março | Panamá         | 1 – 1     | Costa Rica | Estádio Nacional da Costa Rica, San José |
| 20:00      | Hinestroza 57' | Relatório | Leal 9'    | Árbitro: CAN Drew Fischer                |

## Final
| 5 de março | Estados Unidos | 0 – 0     | Honduras | Estádio Nacional da Costa Rica, San José |
| 15:00      |                | Relatório |          | Árbitro: CRC Henry Bejarano Matarrita    |

|                                       |     | Penalidades                   |  |
| Lennon Craft Sabbi De La Torre Acosta | 5–3 | Álvarez Martinez Grant Flores |  |

## Artilharia
6 gols
- Ronaldo Cisneros

4 gols
- Ricardo Ávila
- Brooks Lennon

3 gols
- Randall Leal
- Jorge Álvarez
- Uriel Antuna
- Leandro Ávila

2 gols
- Oneko Lowe
- Fernando Castillo
- Roberto Domínguez
- Jonel Désiré
- Darixon Vuelto
- Eduardo Aguirre
- Kathon St. Hillaire
- Sebastian Saucedo

1 gol
- Luther Wildin
- Mazhye Burchall
- Shaan Hundal
- Kris Twardek
- Andy Reyes
- Josè Contreras
- Marvin Márquez
- Josue Rivera
- Alessandro Campoy
- Brian Chevreuil
- Ronaldo Damus
- Kenley Dede
- Jimmy-Shammar Sanon
- Foslyn Grant
- Denil Maldonado
- Douglas Martínez
- Francisco Córdova
- Claudio Zamudio
- Andrés Andrade
- Isidoro Hinestroza
- Romario Martin
- Javier Sutton
- Jabari Mitchell
- Luca de la Torre
- Jonathan Lewis
- Erik Palmer-Brown
- Emmanuel Sabbi
- Eryk Williamson

Gols contra
- Vashami Allen (gol do México)
- Jarmarlie Stevens (gol do Honduras)
- Tehvan Tyrell (gol da Costa Rica)
- Walter Ayala (gol do México)

## Premiação
| Campeonato Sub-20 de Futebol da CONCACAF de 2017 |
| Estados Unidos                                   |
| ------------------------------------------------ |
| Estados Unidos Campeão (1º título)               |